# قوة المشاة الأمريكية، سيبيريا

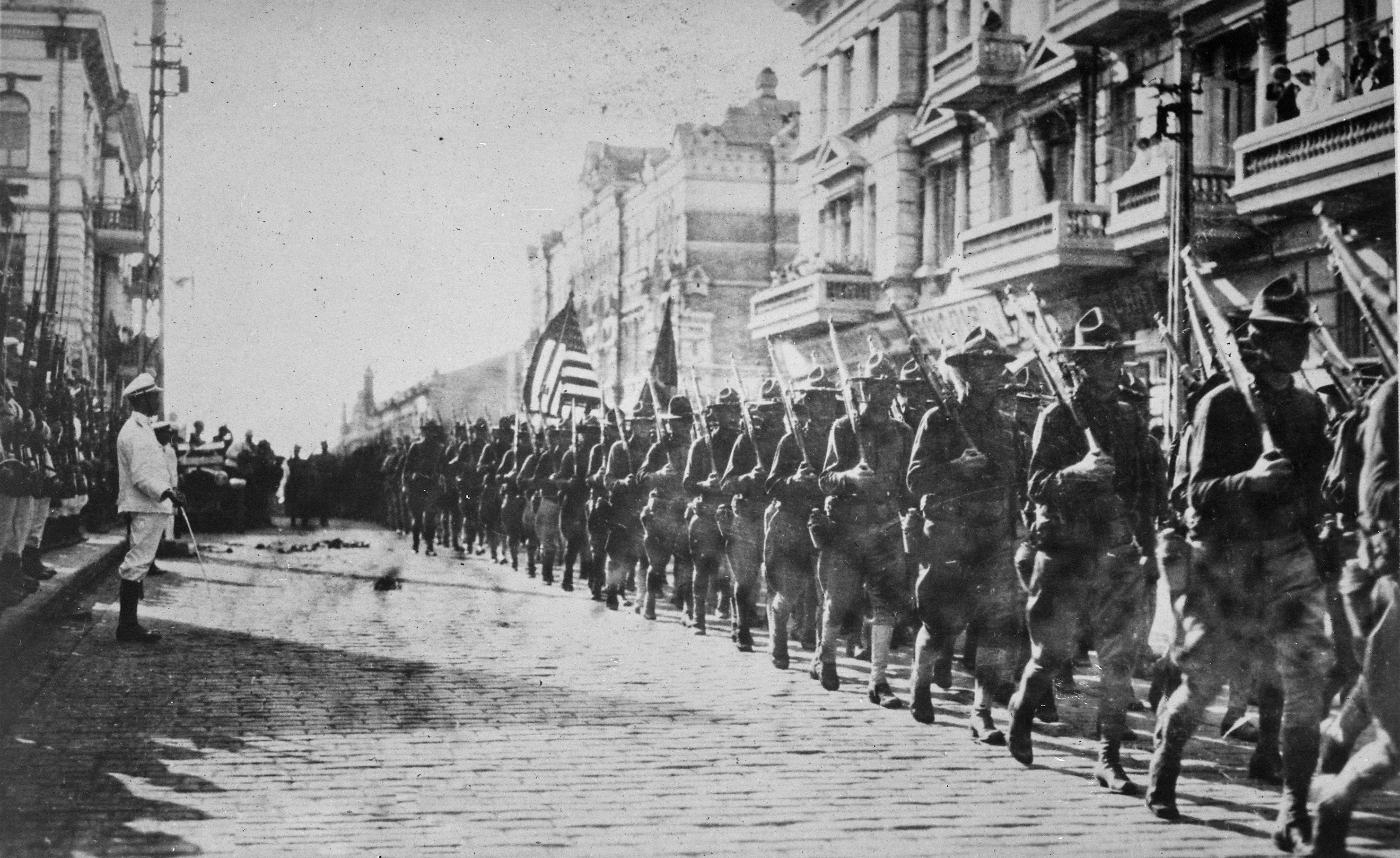
جنود أمريكيون في فلاديفوستوك يستعرضون أمام المبنى الذي احتله طاقم تشيكوسلوفاكيا.

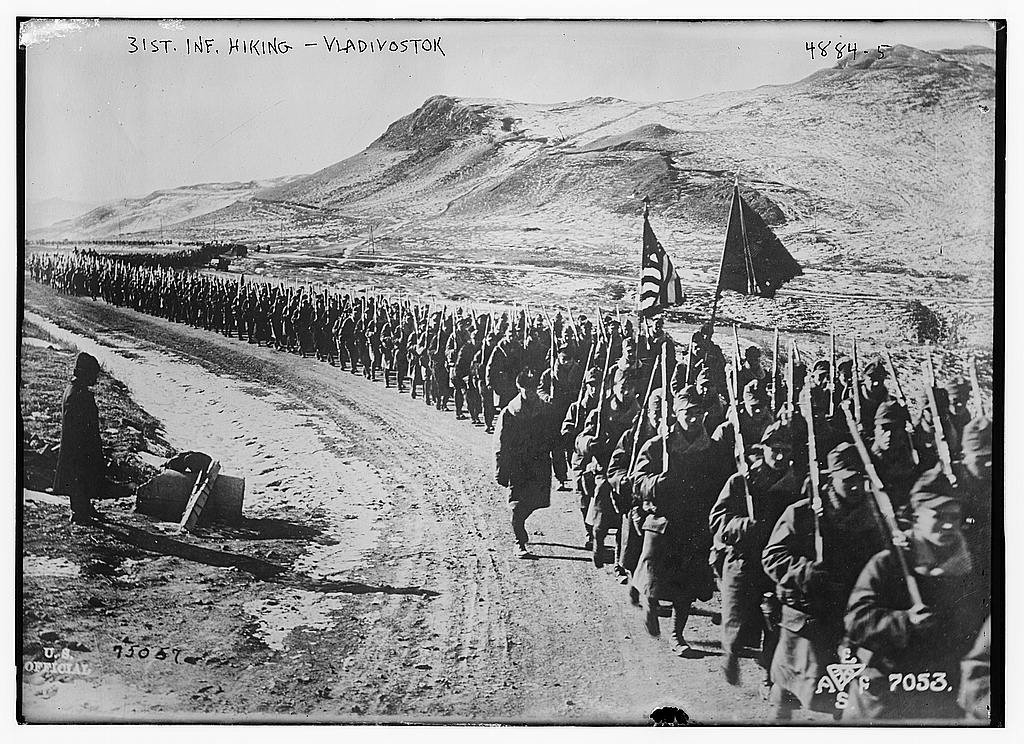
جنود أمريكيون من فرقة المشاة 31 يسيرون بالقرب من فلاديفوستوك روسيا في 27 أبريل 1919

كانت قوة المشاة الأمريكية، سيبيريا (AEF في سيبيريا) تشكيل لجيش الولايات المتحدة الذي شارك في الحرب الأهلية الروسية بفلاديفوستوك في روسيا بعد ثورة أكتوبر من عام 1918 إلى عام 1920. كانت القوة جزءً من تدخل أكبر لحلفاء شمال روسيا. نتيجة لهذه الحملة، كانت العلاقات المبكرة بين الولايات المتحدة والاتحاد السوفيتي ضعيفة.
كانت أهداف الرئيس الأمريكي وودرو ويلسون لإرسال قوات إلى سيبيريا دبلوماسية بقدر ما كانت عسكرية. كان أحد الأسباب الرئيسية هو إنقاذ 40 ألف رجل من الفيلق التشيكوسلوفاكي، الذين احتجزتهم القوات البلشفية أثناء محاولتهم شق طريقهم على طول خط السكك الحديدية العابر لسيبيريا إلى فلاديفوستوك، وكان من المأمول في النهاية الانتقال إلى الجبهة الغربية. كان السبب الرئيسي الآخر هو حماية الكميات الكبيرة من الإمدادات العسكرية ومعدات السكك الحديدية التي كانت الولايات المتحدة قد أرسلتها إلى الشرق الأقصى الروسي لدعم جهود الإمبراطورية الروسية الحربية على الجبهة الشرقية للحرب العالمية الأولى. كما شدد ويلسون بنفس القدر على الحاجة إلى «مواصلة أي جهود للحكم الذاتي أو الدفاع عن النفس قد يكون الروس أنفسهم مستعدين لقبول المساعدة من خلالها». في ذلك الوقت، سيطرت القوات البلشفية في سيبيريا على جيوب صغيرة فقط، وأراد الرئيس ويلسون التأكد من أن لا يستفيد لصوص القوزاق ولا الجيش الياباني من البيئة السياسية غير المستقرة على طول خط السكك الحديدية الاستراتيجي وفي مناطق سيبيريا الغنية بالموارد. كانت معاداة الشيوعية عاملًا قويًا أيضًا.
في الوقت نفسه ولأسباب مماثلة، تم إرسال حوالي 5000 جندي أمريكي إلى أرخانغلسك في روسيا بواسطة ويلسون كجزء من بعثة الدب القطبي المنفصلة.

## التاريخ
كان قائد قوة المشاة الأمريكية في سيبيريا بقيادة اللواء ويليام إس. غريفز وبلغ إجمالي عدد الضباط والمجندين في النهاية 7950 ضابطًا. وشملت قوة الجيش الأمريكي فوج المشاة رقم 27 و31، بالإضافة إلى أعداد كبيرة من المتطوعين من فوج المشاة رقم 12، و13، و62 من الفرقة 8، قيادة فرقة غريفز السابقة.
تم تجهيز القوات الأمريكية ببنادق بندقية M1918 براوننج الأوتوماتيكية (BAR) وبنادق / نفايات خنادق Auto-5، وبنادق M1903 سبرينغفيلد، وكولت إم1911، اعتمادًا على واجباتهم. كما تم استخدام بنادق بندقية موسين.
ومع أن الجنرال غريفز لم يصل إلى سيبيريا حتى 4 سبتمبر 1918، فقد نزل أول 3000 جندي أمريكي في فلاديفوستوك بين 15 أغسطس و21 أغسطس 1918. سرعان ما تم تكليفهم بمهمة حراسة على طول أجزاء من السكك الحديدية بين فلاديفوستوك ونيكولسك أوسورييسك في الشمال. تم وضع الوحدات على طول خط السكة الحديد في أقصى الغرب مثل إيركوتسك وأولان أودي.
على عكس نظرائه في الحلفاء، اعتقد الجنرال غريفز أن مهمتهم في سيبيريا كانت توفير الحماية للممتلكات التي زودتها الولايات المتحدة ومساعدة الفيلق التشيكوسلوفاكي على إخلاء روسيا، وأن ذلك لم يشمل القتال ضد البلاشفة. دعا غريفز مرارًا وتكرارًا إلى ضبط النفس، غالبًا ما اشتبك مع قادة القوات البريطانية والفرنسية واليابانية، الذين لديهم أيضًا قوات في المنطقة والذين أرادوا منه أن يقوم بدور أكثر نشاطًا في التدخل العسكري في سيبيريا.

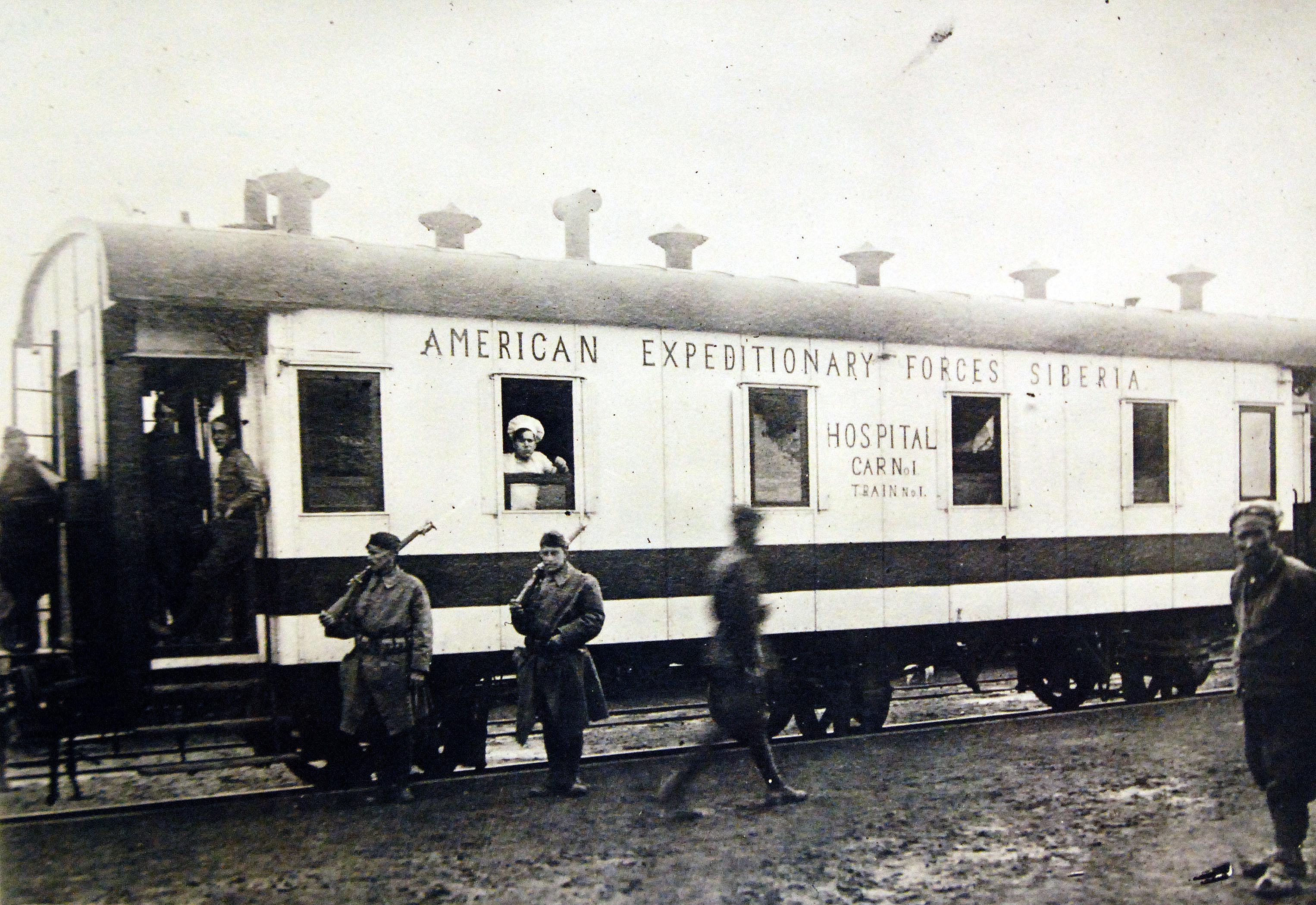
سيارة مستشفى قوة المشاة الأمريكية في سيبيريا رقم 1 في خاباروفسك في روسيا

لتشغيل خط السكك الحديدية العابر لسيبيريا، تم تشكيل فيلق خدمة السكك الحديدية الروسية من أفراد أمريكيين.
كانت تجربة الجنود في سيبيريا بائسة. انتشرت مشاكل الوقود والذخيرة والإمدادات والطعام. لم تكن الخيول، التي اعتادت على المناخ المعتدل، قادرة على العمل في روسيا تحت الصفر. تجمدت البنادق الآلية المبردة بالماء وأصبحت عديمة الفائدة. غادر آخر الجنود الأمريكيين سيبيريا في 1 أبريل 1920. خلال 19 شهرًا في سيبيريا، توفي 189 جنديًا من القوة لجميع الأسباب. على سبيل المقارنة، شهدت القوة الاستكشافية الأمريكية لشمال روسيا الأصغر 235 حالة وفاة من جميع الأسباب خلال تسعة أشهر من القتال بالقرب من أرخانغلسك.
أشار الكاتب الاشتراكي الأمريكي أبتون سنكلير، في روايته النفط! إلى قوة المشاة الأمريكية في سيبيريا ونسب الدوافع الرأسمالية كمحرك أساسي لتدخل الحلفاء.

## النتائج
بكل المقاييس، فشلت تدخلات الرئيس ويلسون في روسيا. لم يتم إعادة تأسيس الجبهة الشرقية، ولم يتم حفظ إمدادات الحرب المخزنة في الموانئ الروسية، ولم يتم إنشاء حكومة شعبية تقدمية غير شيوعية. استمر اليابانيون في التدخل في شؤون سيبيريا لمدة عامين آخرين في محاولة غير مجدية لاقامة دولة دمية. حتى أن الإنهاء الناجح للفيلق التشيكي لم يكن له علاقة ببعثة غريفز الصغيرة. وعلى حد تعبير رئيس الأركان بيتون سي مارش فقد كانت الحملات في روسيا أكثر بقليل من «جريمة عسكرية».

## ملحوظات
1. ↑  Hoff, Thomas (20 Mar 2012). US Doughboy 1916–19 (بالإنجليزية). Osprey Publishing. p. 23. ISBN:9781780965338. Archived from the original on 2019-03-30.
2. ↑   Congressional Hearings
3. ↑  "On This Day: Birthdays: Sept. 20". نيويورك تايمز. 17 أكتوبر 2000. مؤرشف من الأصل في 2000-10-17. اطلع عليه بتاريخ 2020-05-25.

1. ^ Robert L. Willett, "Russian Sideshow" (Washington, D.C., Brassey's Inc., 2003), p. 166
2. ^ Robert L. Willett, "Russian Sideshow" (Washington, D.C., Brassey's Inc., 2003), pp. 166–167, 170
3. ^ Guarding the Railroad, Taming the Cossacks The U.S. Army in Russia, 1918–1920, Smith, Gibson Bell
4. ^ Robert L. Willett, "Russian Sideshow" (Washington, D.C., Brassey's Inc., 2003), p. 267
5. ^ U.S. Army Counterinsurgency and Contingency Operations Doctrine, 1860-1941 / by Andrew J. Birtle. – Washington D.C.: Center of Military History of the United States Army, 1998. – p. 226

## روابط خارجية
- شركة خدمة السكك الحديدية الروسية في اليابان وسيبيريا
- قصة قوات المشاة الأمريكية
- حراسة السكك الحديدية وترويض القوزاق الجيش الأمريكي في روسيا، 1918-1920 في الأرشيف الوطني
- يحتوي موقع الفيلق التشيكي الخاص بمشروع الفيلق التشيكي على معلومات تاريخية والعديد من الصور.
- الرصاصة التي حاربت فيديو حرب سيبيريا السرية لأمريكا من إنتاج محققي التاريخ سلسلة بي بي إس
- الفيلم القصير AEF IN SIBERIA متوفر للتحميل من موقع أرشيف الإنترنت [المزيد]